# Leichtathletik-Weltmeisterschaften 2023/Teilnehmer (Cookinseln)
| Goldmedaillen | Silbermedaillen | Bronzemedaillen |
| ------------- | --------------- | --------------- |
| —             | —               | —               |

Die Cookinseln nahmen an den Leichtathletik-Weltmeisterschaften 2023 in Budapest mit einem Athleten teil.

## Ergebnisse

### Männer

#### Laufdisziplinen
| Athlet       | Disziplin | Vorlauf     | Vorlauf | Halbfinale | Halbfinale | Finale | Finale |
| Athlet       | Disziplin | Zeit        | Platz   | Zeit       | Platz      | Zeit   | Platz  |
| ------------ | --------- | ----------- | ------- | ---------- | ---------- | ------ | ------ |
| Alex Beddoes | 800 m     | 1:48,31 min | 46      | DNQ        | DNQ        | –      | –      |